# Wnętrostwo (medycyna)
Wnętrostwo (łac. cryptorchismus) – wada rozwojowa u noworodków męskich, polegająca na niewłaściwym umieszczeniu jednego lub obu jąder w jamie brzusznej lub kanale pachwinowym zamiast w mosznie. Niezstąpienie jąder grozi ich przegrzaniem, co sprzyja powstawaniu nowotworów jądra oraz może doprowadzić do zatrzymania produkcji plemników, czego skutkiem jest niepłodność.
Wnętrostwo występuje u około 2% noworodków męskich. W pierwszym roku życia odsetek ten na skutek samoistnego zstępowania jąder obniża się poniżej 1%. Wnętrostwo jednostronne występuje pięciokrotnie częściej niż wnętrostwo obustronne.
W leczeniu stosuje się gonadotropinę, a w przypadku braku skuteczności – zabieg operacyjny (orchidopeksję). Ważne by leczenie rozpoczęto w pierwszych latach życia.
Większą niż w ogólnej populacji częstość występowania wnętrostwa spotyka się u chłopców z niską masą urodzeniową, obarczonych spodziectwem, rodzonych drogą nienaturalną.
Wnętrostwo może także istnieć nie jako wada rozwojowa. Może być na przykład objawem procesów gnilnych zachodzących po śmierci. Potwierdzono także możliwość wystąpienia wnętrostwa nabytego u mężczyzn, które w młodym wieku przeszły orchidopeksję, a polegające na wstępowaniu chirurgicznie poprawionych jąder do jamy brzusznej.

## Klasyfikacja ICD10
| kod ICD10     | nazwa choroby                     |
| ------------- | --------------------------------- |
| ICD-10: Q53   | Niezstąpienie jąder               |
| ICD-10: Q53.0 | Jądro przemieszczone              |
| ICD-10: Q53.1 | Niezstąpienie jąder, jednostronne |
| ICD-10: Q53.2 | Niezstąpienie jąder, obustronne   |
| ICD-10: Q53.9 | Niezstąpienie jąder, nieokreślone |